# الشاربية (ماوية)

تعديل مصدري - تعديل

الشاربيه   هي إحدى قرى مديرية ماوية بمحافظة تعز اليمنية، بلغ تعداد سكانها 2010 نسمة حسب التعداد السكاني في اليمن في 2004.